# 阿纳斯塔西娅·费西科娃
阿纳斯塔西娅·瓦列里耶弗娜·费西科娃（俄语：Анастасия Валерьевна Фесикова，1990年5月8日—），旧姓祖耶娃（Зу́ева），是一名俄罗斯女子游泳运动员，主攻仰泳。祖耶娃6岁时被母亲带到游泳池，她也在那时开始接触游泳。她在2012年伦敦奥运获得女子200米仰泳的银牌。2013年8月，她嫁给了同样是游泳选手的谢尔盖·费西科夫，之后改姓费西科娃。两人的儿子在2014年出生。2015年1月，她宣布复出，继续自己的职业生涯。